# Ampuero
Ampuero è un comune spagnolo di 4.052 abitanti situato nella comunità autonoma della Cantabria, comarca di Asón-Agüera.
È costituito da 24 nuclei abitati fra cui il capoluogo Ampuero che dà il nome al comune, che è stato costituito unendo due preesistenti comuni: Ampuero e Marrón. Il territorio comunale è attraversato dal fiume Asón e dal suo affluente Vallino: il capoluogo Ampuero dista 50 km da Santander e 85 da Bilbao. Il nome si ritiene derivi da Emporium esistendo in passato in questa località un importante mercato.
La sua economia si basa sull'agricoltura e sul turismo, il suo ambiente si presta infatti all'esercizio di sport come la pesca sia dei salmoni che sono numerosi alla foce dell'Ason sia delle trote nella parte più alta, il canoismo nei due fiumi, la speleologia e, inoltre, le passeggiate sulle colline. La sola distanza di 10 km permette inoltre di alloggiare nel comune di Ampuero e utilizzare la spiaggia di Laredo, importante centro balneare.
Nell'ultimo decennio, grazie anche alle facilitazioni concesse dall'amministrazione comunale, si è avuto un incremento notevole dell'attività edilizia per ospitare nuove imprese industriali e si prevede che l'industria manifatturiera raggiunga nei prossimi anni un peso notevole nell'economia locale.
Ad Ampuero si trova il Santuario de la Virgen de la Bien Aparecida. Questa Madonna è la patrona della Comunità autonoma. Secondo la tradizione, la Madonna apparve nel 1605 ad alcuni giovani pastori sulla collina che dista 5 km dal centro della città dove fu poi costruito il santuario.

## Storia
Nella grande grotta Cueva Honda è stato trovato materiale archeologico risalente al paleolitico, sicché a questo periodo risale la presenza umana nella zona, i primi insediamenti stabili furono ad opera di popoli celti provenienti dal centro Europa fusi con le primitive tribù locali. Della dominazione romana e visigota non restano tracce né documenti che facciano riferimento ad Ampuero.
Quando Alfonso nell'XI secolo decise lo spopolamento della Valle del Duero che divenne confine fra musulmani e cristiani, molte famiglie furono costrette ad emigrare altrove dove costruirono anche nuovi centri abitati. Fra questi risulterebbero essere sia Ampuero che Marron.
Il nome di Ampuero appare citato ai fini fiscali per la prima volta nel 1351 come appartenente alla Merindad de Vecio, in un elenco di alcune località. 
Nel Medioevo cominciarono ad imporsi le famiglie nobili e si formarono le fazioni contrapposte, ad Ampuero una di queste fu quella dei Marron, sulle cui origini si hanno scarse notizie. Si sa che Sanchez Marron fu assassinato come militante nella fazione dei Negretes, mentre suo figlio Pedro Sanchez Marron si associò alla potente famiglia dei Velasco. Altro personaggio importante fu Pedro Sanchez de la Piedra il cui nipote con lo stesso nome costruì la Torre de Ampuero. In epoca moderna una famiglia importante di Ampuero fu quella degli Espina, il cui palazzo andò distrutto in un incendio del 1765. 
Ampuero costituì però in questo periodo un proprio consiglio pur restando terra della monarchia governata dal real corregidor de cuatro villas residente a Laredo. Dalla raccolta delle deliberazioni del consiglio risultano chiaramente le proprie competenze nella regolamentazione della vita economica, nel potere amministrativo, nel vettovagliamento della popolazione, nel mantenimento dell'ordine pubblico. In una ordinanza si disponeva che ogni cittadino che fosse in possesso di armi, doveva partecipare alla difesa della città in caso di attacchi nemici. Un'altra ordinanza consigliare imponeva a tutti i cittadini l'obbligo di assistere a tutte le riunioni aperte del Consiglio. Era escluso dalle prerogative del consiglio il potere giudiziale esercitato dal re per mezzo del corregidor che era anche Juez ordinario (giudice ordinario).
Secondo una tradizione, non si sa quanto corrispondente alla realtà, ad Ampuero fu costruita la famosa Pinta una delle tre caravelle utilizzate da Cristoforo Colombo nella sua scoperta dell'America. Nello stemma comunale figura infatti anche l'immagine di questa caravella.
Nel 1499 i "Re Cattolici" ampliarono la rete stradale della Castiglia, in particolare la strada che univa Burgos a Laredo che passava da Ampuero che favorì la crescita d'importanza come centro commerciale di Ampuero.
La presenza ad Ampuero e nei dintorni in quantità abbondanti delle materie prime occorrenti favorì nel Medioevo l'impianto di alcune ferriere lungo le rive dell'Ason le cui acque fornivano la necessaria forza motrice. È del 1335 il cosiddetto Fuero de las Ferrerias col quale si concedeva l'esenzione dal pagamento di imposte per le ferriere. elargito da re di Castiglia e León Alfonso XI detto il giustiziere.
Nel XVI secolo Ampuero subì processi inquisitori per stregoneria ed eresia.
Nel 1704 il re Filippo V concesse l'effettuazione di fiere e mercati al santuario della Bien Aparicida.
Nel 1728 lo stesso re concesse ad Ampuero il titolo di città con poteri civili e giudiziari, questi ultimi fino ad allora appartenevano a Laredo. 
Nel 1818 si consolida il mercato e la città diventa un importante centro commerciale per tutta la zona.
Nel 1868 Marron si unisce ad Ampuero dando luogo al comune che porta questo nome; le comunicazioni fra i due centri sono rese difficoltose dalla presenza delle foci del fiume Ason che li separa e il passaggio da uno all'altro di cose e persone deve avvenire con barche, difficoltà che vengono eliminate con la costruzione dal 1872 al 1876 del ponte sul fiume.
Nel 1901 s'impianta una impresa di distilleria per la produzione di liquori che ha un buon successo. Nel XIX secolo Ampuero godeva ancora di una grande ricchezza forestale, abbondanza di bestiame d'allevamento e qualche attività industriale, che sta incrementandosi mediante l'insediamento progressivo di imprese nell'area predisposta dal Comune.

## Monumenti e luoghi d'interesse
- Iglesia de Santa Marina chiesa costruita nel XIII secolo si stile romanico-gotico.
- Iglesia Parroquial de Hoz de Marron del XVI secolo.
- Iglesia de San Mamés del XIII secolo.
- Iglesia Parroquial de Cerbiago del XVII secolo.
- Iglesia de Santa Maria del XVI secolo, riformata nel XVI la cui facciata è stata resa barocca nel XVII.
- Santuario de la Virgen Bien Aparicida del secolo XVIII.
- Ermita de san Miguel del XIV secolo.
- Ermita de san Pedruco del XVII secolo.
- Ermita de santiago del 1978.
- Casa Palacio de Escajodillo del XVIII secolo in Hoz de Marron.
- Casonas del XVIII secolo in Cerbiago.
- Cueva Honda grande grotta che si prolunga per qualche chilometro.
- Cueva de Tocinos
- Plaza de Toros de la Nogalesa del 1977: può contenere fino a 4000 persone.

## Feste
Le feste della città si celebrano in settembre, mese nel quale si svolge anche un encierro molto conosciuto in Cantabria, dove Ampuero viene spesso chiamata la Pamplona chica (la piccola Pamplona).
La festa in occasione della quale si svolge l'encierro, cioè la libera corsa sfrenata di giovani tori per le vie transennate della città affrontati da giovani che cercano di arrestarli ed atterrarli eccitandoli sempre di più fino allo sfinimento. Per questo avvenimento Ampuero si riempie di tanti giovani desiderosi di cimentarsi e mostrare il loro coraggio e di turisti, e la festa è considerata fra le migliori della Cantabria. Si svolge a cavallo dell'8 settembre ed è preparata dal comune nelle sue varie manifestazioni nel corso dell'intero anno.
L'inizio avviene il 7 settembre con l'annuncio dal balcone del municipio, brindisi, musica, balli e grande confusione in attesa della notte in cui si svolge la processione dopo la messa solenne in onore della Virgen Niňa. L'immagine della Madonna è portata in giro per le strade del centro storico nella suggestiva processione e fiaccolata detta de las Antorchas cioè delle fiaccole. Partecipano alla processione, oltre alle persone munite delle fiaccole, gruppi folcloristici montanari in costumi locali.
L'encierro avviene il giorno successivo ed anche, a volte, il 9 settembre. L'introduzione di questa manifestazione taurina simile anche se in forma un po' ridotta a quella notissima di Pamplona risale al 1941.
Le feste patronali delle diverse parrocchie e la romeria al santuario della bien Aparecida si svolgono in date diverse. Molte sono le manifestazioni sportive che si svolgono nel comune, fra queste le più importanti e di risonanza anche internazionale sono la gara di discesa in canoa del fiume Ason e la corsa automobilistica in salita al Santuario della Bien Aparecida, che richiamano molti partecipanti e spettatori.